# Ambianos
Los ambianos (en latín, Ambiani) eran uno de los pueblos que ocupaban la antigua Gallia Belgica en el 57 a. C., el año de la campaña en Bélgica de Julio César. Lograron reunir 10.000 hombres armados pero fueron sometidos por César. Su país estaba en el valle del Samara (moderna Somme), y su principal sede (o capital) era Samarobriva, después llamada Ambiani o Civitas Ambianensium, que se supone correspondería a la posterior Amiens. Los ambianos tomaron parte en la gran insurrección contra la antigua Roma, que se describe en el séptimo libro de César sobre la guerra en las Galias.

## Etimología
El significado de su nombre es «aquellos que están a ambos lados» (del río Somme) en referencia a la geografía de su territorio. Eran vecinos de los atrebates, nervios, belóvacos y cáletes.

## Arqueología

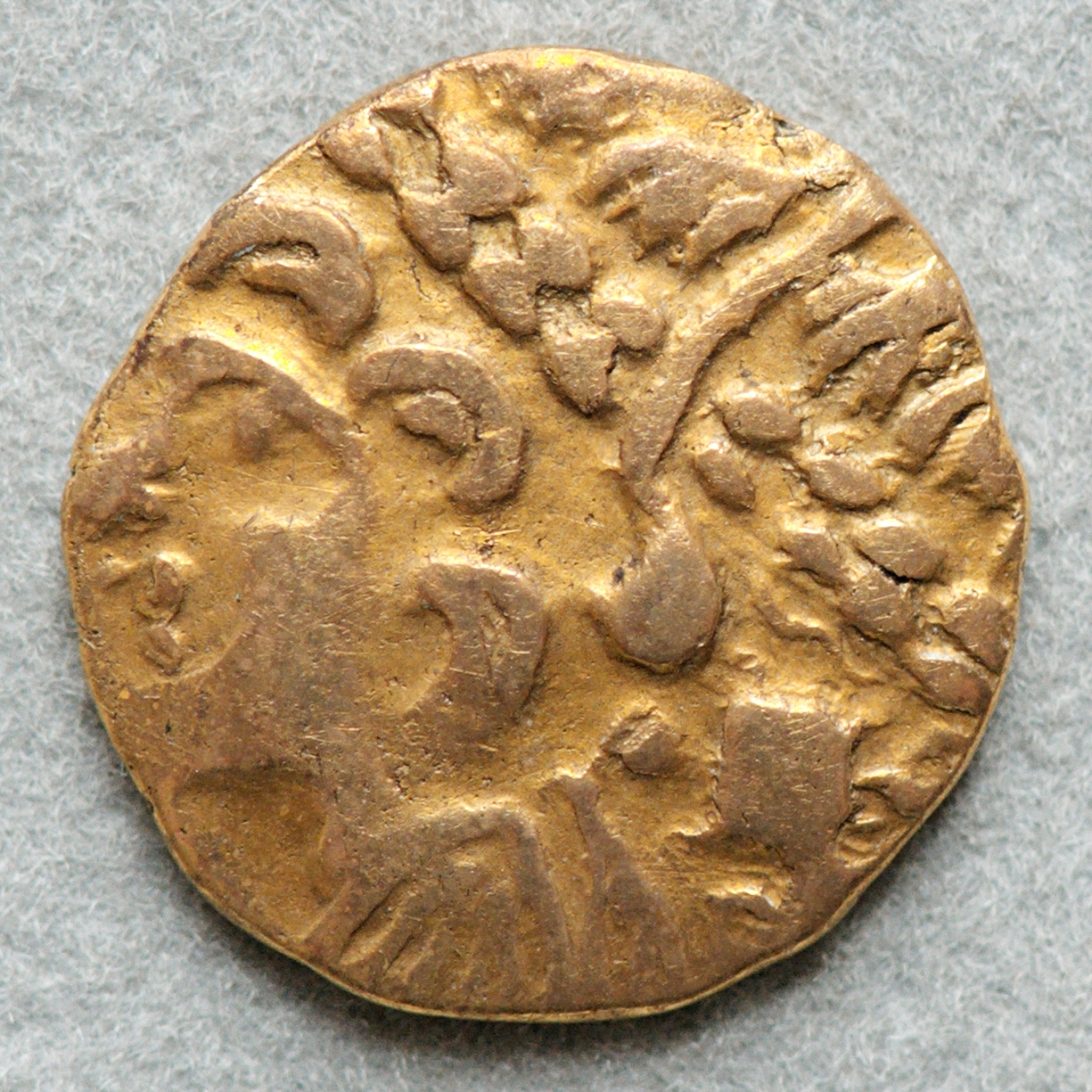
Estatero de oro de los ambianos (Departamento de monedas, medallas y antigüedades de la Biblioteca Nacional de Francia).

Algunos ejemplares de sus monedas de oro fueron encontrados en la isla de Gran Bretaña.

## Historia
En la Guerra de las Galias, los ambianos se oponen en varias ocasiones a César:
- 57 a. C. - 10.000 guerreros se unieron a la coalición de los pueblos belgas y se rindieron a César con los belóvacos.[3]
- 52 a. C. - 5.000 soldados habrían ayudado a Vercingétorix en la Batalla de Alesia
- 51 a. C. - participaron en la revuelta de Córreos (de nuevo, esta vez con los belóvacos).